# 森田富士郎
森田 富士郎（もりた ふじお、1927年12月14日 - 2014年6月11日）は、日本の撮影技師、撮影監督、特撮監督。

## 来歴
1927年（昭和2年）、京都府葛野郡太秦村（現在の京都市右京区太秦）の出身。映画監督の黒田義之とは京都市立太秦小学校の同級生だった。
1945年（昭和20年）、京都市立第一工業学校卒業。
1947年（昭和22年）、大映京都撮影所撮影部に戦後第一号入所。撮影助手として相坂操一キャメラマンに師事。当時、敗戦後の復員によって、京都撮影所は撮影助手だけで総勢40人の大所帯だった。相坂の他、杉山公平、宮川一夫の撮影助手も多数務めた。
1949年（昭和24年）、『幽霊列車』（野淵昶監督）、『透明人間現わる』（安達伸生監督）で円谷英二の特撮助手を務め、これが円谷との出会いとなる。
1957年（昭和32年）、『赤胴鈴之助 一本足の魔人』（安田公義監督）で相坂と共にビスタビジョン撮影を担当。
1960年（昭和35年）、『透明天狗』（弘津三男監督）で特撮を担当。
1962年（昭和37年）、『山男の歌』（村山三男監督）で撮影監督を務める。
1964年（昭和39年）、『あしやからの飛行』（日米合作、マイケル・アンダーソン監督）でブルーバック合成を含め、特撮パートを10万フィート撮影。
1966年（昭和41年）、『大魔神』（安田公義監督）で黒田義之とともに特撮を担当し、続く『大魔神怒る』（三隅研次監督）とともに、本編・特撮を兼任撮影する。『大魔神逆襲』（森一生監督）では特撮部分を撮影。この『大魔神』で日本映画撮影監督協会から三浦賞を贈られる。
1968年（昭和43年）、『妖怪百物語』（安田公義監督）で特撮を担当。
1970年（昭和45年）、『透明剣士』（黒田義之監督）で特撮を担当。
上記した以外にも、大映京都で数々の映画撮影・特殊撮影をこなしたが、なかでも『兵隊やくざシリーズ』、『座頭市シリーズ』、『眠狂四郎シリーズ』は、「カツライス」（勝新太郎と市川雷蔵）の大映京都二枚看板の人気シリーズとなった。大映倒産後も、「勝プロ」製作の「座頭市シリーズ」に継続参加。
1971年（昭和46年）、大映が倒産。三隅ら旧大映のスタッフとともに「映像京都」の設立に加わる。フジテレビのTV時代劇『木枯らし紋次郎』（1972年）や『座頭市』（1974年）にキャメラマン参加。
1975年（昭和50年）、ATG+映像京都で『本陣殺人事件』（高林陽一監督）を撮影。
1982年（昭和57年）、東映京都で『伊賀忍法帖』（斎藤光正監督）を撮影。 同年の『鬼龍院花子の生涯』（五社英雄監督）、1989年（平成元年）の『利休』（勅使河原宏監督）で、日本アカデミー賞優秀撮影賞を受賞している。1980年代には大阪芸術大学で講師を務めた。以後も多数の映画作品に参加。
2000年、勲四等旭日小綬章を受章。
2009年（平成21年）、第2回日本映画テレビ技術協会栄誉賞を受賞。
2010年（平成22年）、第45回牧野省三賞（京都映画祭実行委員会主催）を受賞。太秦在住。
2011年（平成23年）、東京国立近代美術館・フィルムセンターと角川映画の共同事業として、1953年に撮影助手として参加した『地獄門』（監督：衣笠貞之助）が、IMAGICAの協力の下、デジタル復元化された。当時の色彩設計を再現すべく、森田は撮影スタッフの立場から監修にあたった。
2014年（平成26年）6月11日午前5時43分、神経膠芽腫により京都市内の病院で死去。86歳没。

## 人物・エピソード
大映入社時は「監督部」ではなく、「撮影部」を志望し、キャメラマンとなった。「自分は文科系ではなく、理工系だ」と述べている。フリー時代の円谷英二や、同級生の黒田義之とさまざまな特撮技術を試していて、特撮映画の企画もいくつか出したという。大映はアグファ社のフィルムを使用していたが、東京現像所と研究し、アグファのフィルムの特性を利用してポジを赤で染めて合成マスクを作る手法を開発し、『透明人間現わる』などで使用している。市川雷蔵の「眠狂四郎シリーズ」では『眠狂四郎炎情剣』より参加。シリーズ前作『眠狂四郎女妖剣』で初めて用いられたストロボ撮影による円月殺法のシーンを、踏襲して撮影することもあった。
『幽霊電車』では、ミニチュアの汽車に発煙させる仕掛けで、円谷英二監督が「もうちょっといい方法は無いのかなあ」とブツブツ言いながら煙突にアンモニアと塩酸を入れていたという。この薬剤のために真鍮製の煙突が溶けてしまって、円谷は機械はほったらかしにして、しゃがんで仕掛けをいじっていたという。「（円谷は）仕掛けをいじるのが好きなんだね。僕も特撮が好きだから、今でもおもちゃをいじる」と語っている。
大映は他社に先駆けてビスタビジョンを導入したが、シネマスコープは東映に先取りされた。横広のシネスコ画面の撮影には「往生した」という。当時、50mmアナモフィックレンズは各社1つずつしか無く、東宝から「東宝スコープ」のレンズを借りて撮影したこともあったという。
大映京都はセットと気づかせないリアルな撮影手法を特色としていた。紗布をホリゾントに垂らす手法や、ガスを焚くことで、常に空気感や距離感に気を配ったといい、画面のリアリティを重んじる立場から「ズームを安易に使うべきではない」と述べている。
近年の撮影現場のデジタル環境については、「監督も、カメラが回っているのにモニターとにらめっこしている。昔はモニターなんてなく、監督はずっとカメラの横に立って演出をしていました。監督がその場で俳優を厳しく見つめていると、現場の緊張感が違いますよ。映画制作は人間同士の真剣勝負なんですから。私は古い人間かもしれないけれど、そう思うのです」と述べている。

### 『大魔神』でのエピソード
森田が「際立って想い入れが深い」とする『大魔神』は、京撮で「トリック」がどこまで出来るかという発想から作られたものだった。前年の『あしやからの飛行』（1964年、マイケル・アンダーソン監督）ではブルーバック合成が使われたが、この際のブルーバックはホリゾントを青く塗ったものが使われた。しかしこの手法は照明を均一に当てるのが難しく、色ムラが多く、照明の熱で青色が褪せてしまうなど問題が多かった。しかも米国UA社は東京現像所を信用せず、技術はすべて米国に持ち帰ってしまった。
森田はこれに忸怩たる思いを持っていたが、龍電社の龍敬一郎社長から「ハリウッドにブルースクリーンというものがある」と教えられ、また東京現像所の担当者から「一度我々でブルーバックをやってみよう」と声をかけられたことで、このブルーバックを個人的に研究。「半分遊び感覚で」、「おもちゃの戦車が京撮の正門から出てくる」というテストフィルムを撮影。これが成功し、撮影所でも評判となったことから、奥田久司が「この技術を生かそう」と『大魔神』を企画。成果を感じた森田は米国製の「ブルースクリーン」の購入を本社に持ちかけ、永田雅一社長も、当時1千万円近かったこの「ブルースクリーン」を京撮に導入してくれた。この「ブルースクリーン」は菱形に配列した190個のヨウ素電球100kWで11m×4.6mの透過性スクリーンを青く発色させる巨大なもので、森田の努力によるこの機材の導入が『大魔神』を成功させたのである。
森田は「『ゴジラ』や『ガメラ』などの現代劇のトリックは、ミネチャー（ミニチュア）に空気感が無く、絵葉書になってしまっていて、非常にリアリティに欠く」としていて、本編と特撮両方の兼任撮影を条件に『大魔神』の撮影を引き受けた。この『大魔神』で、森田は「撮影監督」のポジションを任じている。森田はこの『大魔神』で、「あくまで映像のジョイントを重視した」として、魔神の動きを2.5倍の高速度撮影、ミニチュアを1/2.5の縮尺にするなど、リアリティにこだわった設定は森田の計算に基づいたものだった。「ぬいぐるみの人が適当に動いて力強く見えてリアルな感じがするのはそのくらいです」と述べている。森田は黒田義之と二人で、スタッフの人選も行っている。
『大魔神』では建物の崩壊シーンなど、数か所に分散したスタッフのタイミングを全員で合わせるため、黒田監督と相談して、「司令塔」と呼ばれる「キュー出し｣用の機材を用意した。これはスイッチを並べた操作盤で、崩壊のタイミングに合わせてスタッフの配置場所それぞれに置いたランプを点灯させ、これに合わせてワイヤーやロープを引っ張り建物を崩壊させた。撮影スピードが2.5倍なので、タイミングのずれも2.5倍となり、3作ともこの機材を使いながらNGが避けられなかった。京撮の装置部スタッフはそのたびに数日でミニチュアを作り直してくれたという。一年間で3本の特撮映画を撮影し、内2本は本編・特撮兼任で、しかも現像に都合20日かかるという初のブルーバックによる合成処理、さらに合間で『酔いどれ博士』（三隅研次監督）を撮影と、この間のスケジュール重圧に「心臓がおかしくなった」という。この『大魔神』のあと、円谷一から、黒田義之と共に映画『竹取物語』（脚本段階まで進んでいた）の特撮スタッフとして招かれていたが、円谷一の死去によって頓挫している。

## 作品歴

### 映画
- 『山男の歌』（1962年、村山三男監督）
- 『黒の凶器』（1964年、井上昭監督）
- 『あしやからの飛行』（1964年、黒田義之監督）[8]
- 『眠狂四郎炎情剣』（1965年、三隅研次監督）
- 『座頭市二段斬り』（1965年、井上昭 監督）
- 『新鞍馬天狗』（1965年、安田公義監督）
- 『密告者』（1965年、田中重雄監督）
- 『若親分喧嘩状』（1966年、池広一夫監督）
- 『大魔神』（1966年、安田公義監督）
- 『酔いどれ博士』（1966年、三隅研次監督）
- 『大魔神怒る』（1966年、三隅研次監督）
- 『大魔神逆襲』（1966年、森一生監督）
- 『あの試走車を狙え』（1967年、森一生監督）
- 『ひき裂かれた盛装』（1967年、田中徳三監督）
- 『やくざ坊主』（1967年、安田公義監督）
- 『眠狂四郎女地獄』（1968年、田中徳三監督）
- 『鉄砲伝来記』（1968年、森一生監督）
- 『続やくざ坊主』（1968年、池広一夫監督）
- 『兵隊やくざ 強奪』（1968年、田中徳三監督）
- 『座頭市喧嘩太鼓』（1968年、三隅研次監督）
- 『性犯罪法入門』（1969年、帯盛迪彦監督）
- 『関東おんな悪名』（1969年、森一生監督）
- 『人斬り』（1969年、五社英雄監督）
- 『関東おんなド根性』（1969年、井上昭監督）
- 『二代目若親分』（1969年、安田公義監督）
- 『忍びの衆』（1970年、森一生監督）
- 『あぶく銭』（1970年、森一生監督）
- 『十代の妊娠』（1970年、帯盛迪彦監督）
- 『ボクは五才』（1970年、湯浅憲明監督）
- 『喧嘩屋一代　どでかい奴』（1970年、池広一夫監督）
- 『片足のエース』（1971年、池広一夫監督）
- 『座頭市御用旅』（1972年、森一生監督）
- 『新座頭市物語 折れた杖』（1972年、勝新太郎監督）
- 『桜の代紋』（1973年、三隅研次監督）
- 『子連れ狼 冥府魔道』（1973年、三隅研次監督）
- 『本陣殺人事件』（1975年、高林陽一監督）
- 『金閣寺』（1976年、高林陽一監督）
- 『黒髪』（1980年、栗崎碧監督）
- 『野菊の墓』（1981年、澤井信一郎監督）
- 『鬼龍院花子の生涯』（1982年、五社英雄監督）
- 『伊賀忍法帖』（1982年、斎藤光正監督）
- 『陽暉楼』（1983年、五社英雄監督）
- 『白蛇抄』（1983年、伊藤俊也監督）
- 『序の舞』（1984年、中島貞夫監督）
- 『北の螢』（1984年、五社英雄監督）
- 『旅芝居行進曲』（1984年、高橋勝監督）
- 『櫂』（1985年、五社英雄監督）
- 『薄化粧』（1985年、五社英雄監督）
- 『十手舞』（1986年、五社英雄監督）
- 『極道の妻たち』（1986年、五社英雄監督）
- 『吉原炎上』（1987年、五社英雄監督）
- 『竜馬を斬った男』（1987年、山下耕作監督）
- 『肉体の門』（1988年、五社英雄監督）
- 『226』（1989年、五社英雄監督）
- 『利休』（1989年、勅使河原宏監督）
- 『陽炎』（1991年、五社英雄監督）
- 『豪姫』（1992年、勅使河原宏監督）
- 『女殺油地獄』（1992年、五社英雄監督）
- 『RAMPO 黛バージョン』（1994年、黛りんたろう監督）
- 『東雲楼 女の乱』（1994年、関本郁夫監督）
- 『蔵』（1995年、降旗康男監督）

### テレビドラマ
- 『ザ・ガードマン』（1970年）
- 『木枯し紋次郎』（1972年-1973年）
- 『狼・無頼控』（1973年）
- 『座頭市物語』（1974年-1975年）
- 『横溝正史シリーズ 犬神家の一族』（1977年）
- 『新木枯し紋次郎』（1977年-1978年）
- 『横溝正史シリーズ 真珠郎』（1978年）
- 『警視-K』（1980年）
- 『風車の浜吉捕物綴』（1981年）
- 『ひまわりの歌』（1981年）